# Tryckfrihetsförordningen
Tryckfrihetsförordningen (Gesetz über die Pressefreiheit) aus dem Jahre 1949 ist ein Teil der schwedischen Verfassung. Das Gesetz umschreibt und garantiert die Pressefreiheit sowie die Öffentlichkeit der Verwaltung.
Anders Chydenius betrieb schon 1766 die Einführung des ersten, bis 1949 gültigen Gesetzes über die Pressefreiheit, das die Zensur stoppte und – als erstem Land weltweit –  das Öffentlichkeitsprinzip (schwedisch: offentlighetsprincipen) in der Verwaltung einführte.
Im Rahmen der Verfassungsreform wurden in den Jahren 1976 und 1979 die Bestimmungen des Pressefreiheitsgesetzes auf die anderen Medien wie Film und Fernsehen ausgedehnt
Siehe auch: Informationsfreiheitsgesetz